# Novi Golubovec
 Novi Golubovec  falu és község Horvátországban Krapina-Zagorje megyében. Közigazgatásilag Gora Veternička, Očura, Velika Veternička és Veternica tartoznak hozzá.

## Fekvése
Krapinától 10 kilométerre keletre, a Horvát Zagorje területén fekszik.

## Története
A mai község területén a római korban út vezetett át, mely a Krapina völgyét Poetovioval, a mai Ptujjal kötötte össze. Egyházilag ez a terület a Petrova Gora-i Szent Péter és a mihovljani Szent Mihály-plébániához tartozott. Mindkettőt már 1334-ben említi a zágrábi káptalan statútuma. Világi értelemben a terület keleti része a loborvári uradalomhoz, a többi rész a lepoglavai pálosokhoz, később a csázmai káptalanhoz tartozott. A veternicai birtokot 1515-ben Corvin János özvegye, Frangepán Beatrix adományozta a pálosoknak. 1808-ban I. Ferenc császár a csázmai káptalannak adta, akik egészen 1946-ig birtokolták.
A mai Novi Golubovec területét egykor nagyrészt erdő borította. A falu központjában a vadőr háza állott, melyet a környező dombokon magányosan álló házak vettek körül. Az itteni emberek távol a világ zajától kis gazdaságaik jövedelméből éltek egészen addig míg területén szenet nem találtak. Amikor kiderült, hogy itt kiváló minőségű szén található kutatók, ügynökök, kereskedők és gyárosok inváziója kezdődött. Novi Golubovec fejlődése 1875-ben a kitermelés megkezdésével indult meg. Ekkor új korszak kezdődött a település történetében, melyet a bányászok és a tulajdonosok közötti gyakori, nem egyszer véres harcok jellemeztek. Ez a harc évtizedekig tartott. A sztrájkokat a karhatalom sokszor fegyver használatával fojtotta el. A goluboveci medence az ország egyik ismert bányászati és energetikai központja lett.
A bányák első bejegyzett tulajdonosa a stájer-horvát bányatársaság volt. A környék falvainak szegény parasztjai otthagyva az ekét és kapát bányásznak álltak és néhány forintért hajnaltól estig dolgoztatták őket. A tulajdonosok rajtuk kívül tapasztalt bányászokat is hozattak, akiknek barakkokat építettek. A termelés kezdetben tervszerűtlenül csak a felszínen folyt. A fejlődésnek újabb lendületet adott a vasút megépítése. Az első gőzmozdony 1890. október 5-én gördült be Golubovecre és nemsokára megépült az első ipari vágány is. Megkezdődött a termelés modernizálása, a kézi munkaerő gépekkel történő felváltása.
Golubovec Trianonig Varasd vármegye Zlatari járásához tartozott. A két világháború között nőtt az itt dolgozóknak a tulajdonosok általi kizsákmányolása. A robbantásos szénfejtés gyakran halálos balesetekkel is járt. A második világháború után a helyiek végre saját kezükbe vehették a bányák irányítását. 1946. szeptember 16-án megalapították a Goluboveci Szénbányavállalatot. A szenet vasúton, lovas szekereken, majd később kamionokkal szállították Zlatarig, Lepoglaváig és Ivanicsig a lakosság szükségleteinek ellátására. A széntermelés a helyi lakosság fejlődésére is jótékony hatással volt, melyet az is jelez, hogy Novi Golubovec volt a horvát Zagorje első települése ahol bevezették a közvilágítást  és megépítették az első hőközpontot. Nagy hangsúlyt fektettek a bányászok képzésére is. A vállalat 1952-ben támogatta az új iskola építését és a középiskolai képzést a zlatari gimnázium felépítésével. Ebben az évben alapították az üzemi tűzoltó egyesületet is, melynek a dolgozók, az irodisták és a vezetők egyaránt tagjai voltak. Megalakult a tűzoltózenekar is. A munkások megépítették a kultúrházat, mely új lendületet adott a település kulturális életének. 1972-ben a bányászok védőszentje tiszteletére felépült a Szent Borbála kápolna.
A 20. század második felében, különösen az 1970-es évektől sokan mentek németországi munkára. A lakosság életszínvonalának gyarapodását a település képének a megváltozása is jól mutatja. A régi faházak és pincék helyére új, nagyobb és modern épületek létesültek. A régi faépületek közül mára csak néhányat hagytak, hogy megőrizzék a vidék kulturális hagyományait. A horvát szábor 1997. január 17-én megalapította Novi Golubovec községet, melynek búcsúünnepe december 4. a bányászok védőszentjének Szent Borbálának az ünnepe. A településnek 2001-ben 194, a teljes községnek 1073 lakosa volt.

## Nevezetességei
Szent Borbála tiszteletére szentelt kápolnája 1972-ben épült.

## Külső hivatkozások
A község hivatalos oldala